# اوشمیانکا
اوشمیانکا (انگلیسی: Oshmyanka) یک شهرک در شهرستان بلاگووشچنسکی باشقیرستان کشور روسیه است.